# 第二次黑尔戈兰海战
第二次赫尔戈兰海战是第一次世界大戰中的一次海战，发生于1917年11月17日。德軍掃雷艇集結在黑尔戈兰湾，打算路過這個英國的佈雷區。德軍掃雷艇截獲了兩艘英國巡洋艦，兩艘英國巡洋艦正在執行反掃雷工作。德國船逃往兩艘德國戰艦——「皇帝号」、「皇后号」把守的南方。不久後，三艘英國戰鬥巡洋艦——「虎号」、「名望号」、「反擊號」及兩艘大型輕巡洋艦——「勇敢號」、「光榮號」加入戰役。德軍見狀，兩艘德國戰艦及德軍掃雷艇回到自己的安全佈雷區。